# Tea (イラストレーター)
Tea（ティー、別名義: ナケナシ、1980年代 - ）は、日本のイラストレーターである。

## 概要
Teaは、1980年代生まれの男性イラストレーターである。
『巫剣華絵巻』のイラストを務めている他、『戦場のヴァルキュリアDUEL』『ソウルキャリバーVI』などのゲームへのイラストを提供している。また、イラストを手掛けた作品『自由（邪）神官、異世界でニワカに布教する。』はガガガブックス創刊後の第2弾目の作品となっている。

## 書籍化作品
- 『そして、誰もが嘘をつく』（著：水鏡希人、電撃文庫）[7]
- 『Let it BEE!』（著：末羽瑛、電撃文庫）[8]
- 『オズのダイヤ使い』（著：末羽瑛、電撃文庫）[9]
- 『イット』シリーズ（著：児玉ヒロキ、ぽにきゃんBOOKS）[10]
- 『魔拳のデイドリーマー』シリーズ（著：西和尚、アルファライト文庫）[11]
- 『ニート無双〜異世界に二次元女子はいない』（著：児玉ヒロキ、ぽにきゃんBOOKS）[12]
- 『自由（邪）神官、異世界でニワカに布教する。 』（著：中文字、ガガガブックス）[13]
- 『異世界クイーンメーカー 〜わがままプリンセスとの授業日誌〜』シリーズ（著：漂月、MFブックス）[14]
- 『土建チートで巨大建造物を作って世界を変えてしまっています』シリーズ（著：天野優志、UGnovels）[15]
- 『新米オッサン冒険者、最強パーティに死ぬほど鍛えられて無敵になる。』シリーズ（著：岸馬きらく、HJノベルス）[16]
- 『悪役令嬢レベル99 〜私は裏ボスですが魔王ではありません〜』シリーズ（著：七夕さとり、カドカワBOOKS）[17]
- 『ネトラレ男のすべらない商売』（著：一条由吏、ぽにきゃんBOOKS）[18]